# Judá ben Dama
Judá ben Dama (fallecido el 24 de mayo de 136) fue uno de los Diez Mártires asesinados en la obra literaria judía, el Midrash Eleh Ezkerah.